# Joël Sloof
Joël Sloof (* 15. November 1988 in Waddinxveen) ist ein schwedisch-niederländischer Biathlet.
Joël Sloof stammt aus einer Biathlonbegeisterten Familie. Gefördert vom Vater und Trainer Eddy Sloof sind auch die Geschwister Luciën und Chardine Biathleten und Mitglieder der Junioren-Nationalkader der Niederlande. Die Familie lebt in Torsby in Schweden und startet für Bore Biathlon. Joël begann 2005 mit dem Biathlonsport und gehört seit der Saison 2005/06 dem niederländischen Nationalkader an. 
Sloof startet auch für den Niederländischen Skiverband und wird von Eddy Sloof trainiert. Seit 2005 trat Sloof in Junioren-Wettbewerben des Biathlon-Europacups an. 2007 erreichte er hier als Zehnter in einem Verfolgungsrennen in Torsby sein bestes Einzelresultat. In Presque Isle startete er bei seinen ersten Junioren-Weltmeisterschaften, die die Resultate 49 in Einzel und Sprint sowie 48 in der Verfolgung brachten. Die Junioren-Europameisterschaft in Langdorf beendete er auf den Plätzen 67 im Einzel und 62 im Sprint. Sloof nahm auch 2007 in Martell, 2008 in Ruhpolding und 2009 in Canmore an Junioren-Weltmeisterschaften teil. Bestes Resultat war ein 21. Rang beim Einzel in Ruhpolding. Bei Junioren-Europameisterschaften trat Sloof zudem 2007 in Bansko, 2008 in Nové Město na Moravě und 2009 in Ufa an. Auf kontinentaler Ebene war ebenfalls ein 21. Rang, 2007 in der Verfolgung, bestes Ergebnis.
Sloof tritt seit der Saison 2008/09 im Leistungsbereich an. Sein erstes Rennen war ein 99. Rang bei einem Sprint in Idre. 2011 gewann er als 28. eines Sprints in Osrblie erstmals Punkte und wiederholte dieses Resultat wenig später in einem Einzel in Annecy. Im Weltcup debütierte Sloof 2009 zum Auftakt der Saison in Östersund. Sein erstes Einzel beendete er auf Platz 126. Im weiteren Saisonverlauf verbesserte er seine Bestleistung bei einem Sprint am Holmenkollen in Oslo auf Rang 91. Erstes Großereignis wurden die Biathlon-Europameisterschaften 2010 in Otepää, bei denen Sloof den 49. Platz im Einzel belegte. Es folgten die Biathlon-Europameisterschaften 2011 in Ridnaun. Sloof wurde 49. des Einzels, 31. des Sprints und 27. der Verfolgung. In der Staffel wurde er als Startläufer eingesetzt und kam mit Herbert Cool, seinem Bruder Luciën und Maximilian Götzinger auf den 16. Platz. 

## Biathlon-Weltcup-Platzierungen
Die Tabelle zeigt alle Platzierungen (je nach Austragungsjahr einschließlich Olympische Spiele und Weltmeisterschaften).
- 1.–3. Platz: Anzahl der Podiumsplatzierungen
- Top 10: Anzahl der Platzierungen unter den ersten zehn (einschließlich Podium)
- Punkteränge: Anzahl der Platzierungen innerhalb der Punkteränge (einschließlich Podium und Top 10)
- Starts: Anzahl gelaufener Rennen in der jeweiligen Disziplin
- Staffel: inklusive Mixed- und Single-Mixed-Staffeln

| Platzierung         | Einzel | Sprint | Verfolgung | Massenstart | Staffel | Gesamt |
| ------------------- | ------ | ------ | ---------- | ----------- | ------- | ------ |
| 1. Platz            |        |        |            |             |         |        |
| 2. Platz            |        |        |            |             |         |        |
| 3. Platz            |        |        |            |             |         |        |
| Top 10              |        |        |            |             |         |        |
| Punkteränge         |        |        |            |             |         |        |
| Starts              | 8      | 25     | 2          |             |         | 35     |
| Stand: Karriereende |        |        |            |             |         |        |